# Фас, Ваут
Ваут Феликс Лина Фас (нидерл. Wout Felix Lina Faes; 3 апреля 1998 года, Мол) — бельгийский футболист, защитник английского клуба «Лестер Сити» и сборной Бельгии. Участник чемпионата Европы 2024.

## Клубная карьера
Фас является воспитанником бельгийского «Андерлехта». 31 января 2017 года был отдан в полугодовую аренду в нидерландский клуб «Херенвен». 1 апреля 2017 года дебютировал за него в Эредивизи в поединке против «Хераклеса», выйдя на замену на 36-й минуте вместо Резы Гучаннеджада. Всего в дебютном сезоне сыграл восемь встреч, семь из них начинал в стартовом составе.
Летом 2017 года вернулся в «Андерлехт» и был тут же отдан в аренду в другой нидерландский клуб — «Эксельсиор», где дебютировал 13 августа 2017 года в поединке против «Виллем II».
Сезон 2022/23 начал в «Реймсе», за который провёл 3 матча в Лиге 1. 1 сентября 2022 года перешёл в клуб английской Премьер-лиги «Лестер Сити», заключив пятилетний контракт, а сумма трансфера составила 15 млн фунтов. 17 сентября дебютировал за «Лестер Сити», выйдя в стартовом составе в матче Премьер-лиги против «Тоттенхэм Хотспур».
30 декабря 2022 года стал 4 игроком в истории АПЛ, забившим 2 автогола в одном матче.

## Карьера в сборной
Выступал за юношеские сборные Бельгии разных возрастов. Играл на чемпионате Европы 2015 года среди юношей до 17 лет, где вместе со сборной дошёл до полуфинала. Также вместе со сборной принимал участие в чемпионате мира 2015 года среди юношей до 17 лет. Вместе со сборной завоевал бронзовые награды. Провёл на турнире все семь встреч.
В ноябре 2021 года был впервые вызван в первую сборную Бельгии для участия в отборочных матчах к чемпионату мира 2022 года против сборных Эстонии и Уэльса. В матче с Уэльсом остался в запасе и на поле не вышел. Свой второй вызов получил в марте 2022 года для участия в товарищеских матчах против сборных Ирландии и Буркина-Фасо, но в них также на поле не появился. В третий раз был вызван в сборную в мае 2022 года на матчи Лиги наций УЕФА 2022/23 против сборных Нидерландов, Польши и Уэльса. Дебютировал за сборную Бельгии 8 июня, выйдя на замену Акселю Витселю в матче против Польши.
10 ноября 2022 года был включён в официальную заявку сборной Бельгии для участия в матчах чемпионата мира 2022 года в Катаре.

## Статистика выступлений

### Международная
| Сборная          | Сезон            | Товарищеские | Товарищеские | Официальные | Официальные | Итого | Итого |
| Сборная          | Сезон            | Игры         | Голы         | Игры        | Голы        | Игры  | Голы  |
| ---------------- | ---------------- | ------------ | ------------ | ----------- | ----------- | ----- | ----- |
| Бельгия          |                  |              |              |             |             |       |       |
| 2022             | 0                | 0            | 1            | 0           | 1           | 0     |       |
| Всего за карьеру | Всего за карьеру | 0            | 0            | 1           | 0           | 1     | 0     |

### Матчи за сборную
| № | Дата        | Оппонент | Счёт | Голы | Карточки | Минуты | Соревнование            |
| - | ----------- | -------- | ---- | ---- | -------- | ------ | ----------------------- |
| 1 | 8 июня 2022 | Польша   | 6:1  | —    | —        | 5'     | Лига наций УЕФА 2022/23 |

Итого: 1 матч / 0 голов; 1 победа, 0 ничьих, 0 поражений.